# Kandertal
Le Kandertal une vallée de l'Oberland bernois dans les Alpes bernoises, en Suisse. Kandertal, en allemand, signifie littéralement « vallée de la Kander ».